# 焦尔吉娅·维拉
焦尔吉娅·维拉（義大利語：Giorgia Villa，2003年2月23日—），意大利女子竞技体操运动员，2019年世界竞技体操锦标赛女子团体全能铜牌得主、2022年地中海运动会女子团体全能金牌得主和女子高低杠金牌得主。